# Mocambo
Il termine portoghese mocambo (letteralmente "capanna, abitazione precaria e di fortuna") designava, soprattutto in Brasile nel periodo coloniale, un villaggio fondato da piccoli gruppi di schiavi africani fuggitivi, provenienti dalle piantagioni o dalle miniere.
Generalmente un mocambo differiva da un quilombo, anch'esso insediamento di schiavi fuggitivi, per le dimensioni più ridotte: un singolo quilombo poteva infatti essere formato da più mocambos distinti. Questi due termini, tuttavia, non erano sempre utilizzati ovunque in maniera coerente, per cui non mancavano esempi di grandi comunità chiamate "mocambos" e viceversa.